# Najla Bouden Romdhane
Najla Bouden Romdhane (em árabe: نجلاء بودن رمضان; Cairuão, 1958) é uma geóloga e professora universitária tunisiana, que atuou como primeira-ministra da Tunísia entre outubro de 2021 e agosto de 2023.
Nomeada em setembro de 2021, Romdhane foi a primeira mulher no mundo árabe a ocupar o cargo de primeira-ministra. Ela atuou anteriormente no ministério de educação superior em 2011.